# Cissus incisa
Cissus incisa là một loài thực vật hai lá mầm trong họ Nho. Loài này được (Nutt.) Des Moul. ex S.Watson miêu tả khoa học đầu tiên năm 1878.